# 9642 Такатахіро
9642 Такатахіро (9642 Takatahiro) — астероїд головного поясу, відкритий 1 вересня 1994 року.
Тіссеранів параметр щодо Юпітера — 3,483.
Названо на честь Такати Хіро (яп. たかた・ひろ(高田ひろ) таката хіро).